# Gee, Mom, I Want to Go Home
„Gee, Mom, I Want to Go Home” (Mama, vreau să merg acasă) este un cântec tradițional umoristic, care satirizează viața în cadrul Forțelor Armate. Fiecare strofă are două versuri de legătură ceea ce se spune recruților, urmate de o descriere exagerată a realității. De exemplu: 
The biscuits in the Army
They say are mighty fine,
One rolled off the table
And killed a pal of mine.
Cântecul original a fost cântat de către soldați canadieni în timpul celui de-al Doilea Război Mondial.
Cu versiunea originală a refrenului:
„Oh, I don't want no more of army life
Gee ma, I wanna go
back to Ontario
Gee ma, I wanna go ho_o_ome!”
Cântecul apare în mai multe variante, versurile fiind adaptate pentru diferite ramuri ale Forțelor Armate și a fost transformat într-un cântec de tabără, de asemenea.

## Media
- Melodia apare în piesa Winged Victory de Moss Hart.[2]

- Cântecul a fost lansat ca single cu titlul „I Don't Want No More of Army Life” în 1950 de Texas Jim Robertson.[3]

- Melodia a fost cântată în episodul „Movie Tonight” în serialul M*A*S*H, cu versurile adaptate personajelor și situației din serial.[4]